# Кощей
Коще́й (Каще́й) Бессме́ртный (вероятно от кость, первоначальное значение — «худой, тощий») — персонаж восточнославянской мифологии и фольклора (особенно волшебной сказки). Изначально — повелитель мёртвых, наподобие Аида. В фольклоре — злой чародей и некромант, смерть которого «спрятана» в нескольких, вложенных друг в друга, волшебных животных и предметах: «На море на океане есть остров, на том острове дуб стоит, под дубом сундук зарыт, в сундуке — заяц, в зайце — утка, в утке — яйцо, в яйце — игла, — смерть Кощея».
Царь, колдун, иногда — всадник на волшебном говорящем коне. Неоднократно выступает в роли похитителя невесты главного героя. Часто изображается в виде худого высокого старика, у А. С. Пушкина представляется также скаредным и скупым («там царь Кащей над златом чахнет»).
Помимо русских народных сказок, упоминается в белорусском фольклоре, чешской сказке «Меднобородый» и в польской «Пять овечек», где именуется Кощеем Меднобородым и прямо зовётся владыкой подземного царства, вылезает из водной сферы и имеет медную бороду.
Согласно данным некоторых исследователей, персонаж по имени «Кащей» прослеживается в русских сказках только начиная с XVIII века. До этого, как полагают те же исследователи, соответствующий персонаж носил имя «Карачун».

## Этимология
В словаре В. И. Даля имя «Кащей» производится от глагола «кастить» — «вредить, пакостить»: «вероятно от слова кастить, но переделано в кощей, от кости, означая измождённого непомерно худобою человека».
Фасмер отмечает, что у слова «кощей» есть два значения, которые имеют разную этимологию:
- «худой, тощий человек, ходячий скелет» или «скряга» — происхождение от слова «кость».
- древнерусское «отрок, мальчик, пленник, раб» от тюркского kоšči «невольник», в свою очередь от kоš «лагерь, стоянка».

В значении «пленника, раба» термин употребляется в «Слове о полку Игореве»: Игорь, попав в плен к Кончаку, садится «в седло кощеево». При этом в летописи утверждается, что если бы против половцев явился на помощь Всеволод Юрьевич «Большое Гнездо», то чага (рабыня) была бы по ногате, а кощей по резане (мелкие денежные единицы). В значении «воина из обоза», синоним седельника, термин кощей фигурирует в Ипатьевской летописи. Краткий этимологический словарь русского языка (Шанский и др.) отмечает, что древнерусское слово кощей в значении «раб, пленник», которое было заимствовано из тюркского языка, этимологически ничего общего с «бессмертным кощеем» не имеет.
Кроме того, слово «Кощей» (также Кошькей, с диалектным новгородским чтением -щ- как -шьк-) встречается как личное имя. Наиболее часто это имя встречается в берестяных грамотах XII века из Новгорода и Торжка.
Имя «Кощей» упоминается в московской берестяной грамоте № 3 с чернильным текстом, датируемой концом XIV века, найденной 12 августа 2007 года при раскопках в Тайницком саду Московского кремля.
«Кощей», как имя героя сказки и как обозначение тощего человека, Макс Фасмер в своём словаре считает исконно славянским словом (омонимом) и связывает со словом «кость» (общеславянское kostь), то есть это адъективная форма koštьі (отымённое прилагательное в именительном падеже единственного числа), склонявшаяся по типу «божий».
Слово «кощей» на других славянских языках переводится как «кожа, шея, кости». Так, на сербском «кощей» — «кость и кожа» или «шея», на словенском и польском — «шея» (словен. kitami, пол. chudzielec).

## Образ Кощея
В русских народных сказках появляется в трёх основных обличьях: царя и колдуна со сверхъестественной силой, на коне или без, похищающим красавиц; в сказке «Иван Быкович» он упоминается как отец Чуд-юд, муж змеихи-ведьмы и лежит на железной кровати с закрытыми веками, которые ему поднимают двенадцать могучих богатырей. И третий, в ряде сказок («Зорька, Вечорка и Полуночка», «Медведко, Горыня, Дубыня и Усыня») предстаёт в виде старика «сам с ноготь, борода с локоть», имеющим бич в семь сажен и живущим в избушке на курьих ножках, и хозяином Подземного царства; наконец, в одном из вариантов «Ивана Сосновича» он предстаёт сначала в третьем выше описанном облике, а затем и в первом.
В литературной «Сказке о царе Берендее» Жуковского говорится, что Кощей имеет клешни, а глаза его подобны изумрудам. Появляется он из колодца и требует у пьющего Берендея, чтобы царь отдал то, чего в своём доме не знает. Правда, в данном сюжете эквивалентом Кощея может быть Царь-Медведь или Морской царь (см. Морской царь и Василиса Премудрая в сборнике А. Н. Афанасьева).

## Сила Кощея
Кощей обладает сверхъестественной силой, но слабеет от обезвоживания: висящий десять (по другой версии, триста) лет на цепях без еды и воды Кощей-пленник, выпив три ведра, принесённые ему Иваном-царевичем, разрывает двенадцать цепей и освобождается из подземелья Марьи Моревны.
Кощей является весьма могущественным чародеем:
- в сказке «Иван Соснович» превращает в камень целое царство;
- в сказке «Елена Прекрасная» превращает Ивана Царевича в орех;
- в сказке «Царевна-Змея» превращает царевну в змею;
- в сказке «Царевна-лягушка» наказывает царевну, отказавшуюся выйти за него замуж, надевая на неё лягушачью кожу.

Сам Кощей имеет обыкновение превращаться в ворона.
Кощей не может быть побеждён подобно прочим врагам, а только путём выполнения определённых манипуляций:
…нелегко с Кощеем сладить: смерть его на конце иглы, та игла в яйце, то яйцо в утке, та утка в зайце, тот заяц в сундуке, а сундук стоит на высоком дубу, и то дерево Кощей как свой глаз бережёт.«Царевна-лягушка»
В сказке о Марье Моревне главную роль в поражении Кощея играет волшебный конь:
Иван откормил жеребёнка на зелёных лугах, и вырос из него славный конь. Поехал он на коне за Марьей и снова её от Кощея увёз. Кощей попробовал было за ними угнаться, но теперь у Ивана конь был даже ещё лучше Кощеева коня. Долго ли, коротко ли, нагнал Кощей беглецов и хотел разрубить Ивана саблей, но Иванов конь ударил Кощея и размозжил ему голову. Иван развёл огонь и сжёг Кощея на костре, а пепел его пустил по ветру.
В другом варианте этой сказки Иван не сжигает труп Кощея, а добивает его палицей после того, как его лягнул богатырский конь.
Во многих сказках упоминается, что Кощей является пленником, триста лет пробывшим в заточении либо в башне, либо в подземелье, скованный цепями.

## Погибель
В сказках говорится, что он «бессмертный», однако у Кощея есть смерть, хоть она и спрятана.
По одной из версий, смерть его находится на конце иглы, игла в яйце, яйцо в утке, утка в зайце, заяц спрятан в ларце, ларец висит в цепях на дубу, который растёт на чёрной горе или на далёком острове Буяне.

## Враги
- В ряде сказок врагом Кощея выступает Баба-Яга, которая сообщает Ивану-царевичу, как его убить. Но иногда Кощей и Баба-Яга заодно.
- Также врагами Кощея являются богатыри Горыня, Дубыня и Усыня из сказки «Иван Соснович». Двоих из них Кощей убивает, а третьего смертельно ранит. В этой сказке Кощей (Кащей) погибает от рук Ивана.

## Параллель с библейским сюжетом
Джеймс Джордж Фрезер в книге «Фольклор в Ветхом Завете» отмечает сходство сюжета о Кощее с библейским сюжетом о Самсоне, с переменой ролей злодея и жертвы. Самсон во многом напоминает Кощея:
- Он исполняет функции народного вождя, являясь судьёй Израиля.
- Он обладает чудесной силой (заключённой в его волосах).
- Его нельзя победить обычным образом — аналогично спрятанной смерти Кощея.
- Он берёт себе жён из другого народа (В Библии не сказано, что он их похищает, но, в любом случае, его браки идут вразрез с установленными обычаями и приводят к трагедиям).
- Любовница Самсона выпытывает секрет его силы и помогает его победить (в ряде сказок Кощей открывает секрет своей смерти похищенной им женщине).
- Самсон, как и Кощей, попадает в плен и освобождается благодаря чудодейственной силе (эпизоды с ослиной челюстью, с воротами Газы и героическая гибель).

Как указывает Фрезер, если бы существовала филистимская версия рассказа о Самсоне и Далиле, то Самсон предстал бы в ней в качестве разбойника, а Далила оказалась бы невинной жертвой его насилия, сумевшей победить его благодаря своему мужеству и находчивости — и таким образом почти все элементы сюжета о Кощее встали бы на свои места.

## Сказки о Кощее
Русские и славянские народные сказки
- Марья Моревна
- Царевна-лягушка
- Царевна-змея
- Иван Соснович
- Медведко
- Кощей Бессмертный
- Иван Быкович
- Меднобородый

Авторские
- «Сказка о царе Берендее, о сыне его Иване-царевиче, о хитростях Кощея Бессмертного и о премудрости Марьи-царевны, Кощеевой дочери» (Василий Жуковский)
- «Руслан и Людмила» (Александр Пушкин)